# Leopold Mandić
Svatý Leopold Mandić, OFMCap (12. května 1866, Herceg Novi – 30. července 1942, Padova) byl chorvatský kapucínský kněz a významný zpovědník. Část svého života prožil v Itálii. Toužil po sjednocení pravoslavné církve s katolíky, díky čemuž je pokládán za významnou osobnost ekumenismu. Katolická církev jej uctívá jako světce.

## Život

### Mládí
Narodil se jako Bogdan Ivan Mandić v pobřežním městě Herceg Novi, jež tehdy patřilo pod Rakouské císařství, ale dnes je součástí Černé Hory. Byl dvanáctým dítětem Petara Antuna Mandiće a Dragici rozené Zarević. Rodiče byli původem z Bosny.
V jeho rodném městě žila komunita kapucínů, se kterými často přišel do styku. Ve svých 16 letech se do tohoto řádu rozhodl vstoupit. Odjel do kapucínského kláštera v italské Udine, kde požádal o vstup do řádu. O dva roky později byl přijat do noviciátu v Bassano del Grappa, kde přijal jméno Leopold. Dne 3. května 1885 složil své první dočasné řeholní sliby, načež byl poslán na studia do klášterů v Padově a v Benátkách, kde se mimo jiné připravoval na kněžské svěcení. V roce 1888 složil své věčné sliby.

### Kněžství

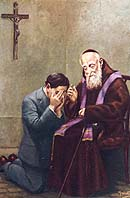
Svatý Leopold Mandić při zpovídání

Dne 20. září 1890 byl benátským patriarchou a kardinálem Domenicem Agostinim v bazilice Santa Maria della Salute v Benátkách vysvěcen na kněze. Tehdy mu bylo 24 let.
Po svém vysvěcení se stěhoval po mnoha klášterech, kde plnil různé jednoduché funkce, například byl vrátným. Nakonec byl roku 1906 poslán do kláštera Santa Croce v Padově, kde prožil zbytek svého života. Zde se stal oblíbeným zpovědníkem, ve zpovědnici strávil někdy i celý den. Během první světové války byl za svůj původ z „nepřátelské země“ popotahován. Horlivě toužil po sjednocení pravoslavné a katolické církve, jelikož v oblasti, kde prožil své dětství neměla tato společenství mezi sebou příliš přátelský vztah.

### Smrt
Ke konci života trpěl rakovinou jícnu, která nakonec vedla k jeho smrti. Dne 30. července 1942 se při přípravě na mši svatou zhroutil na podlahu. Poté byl přiveden do své cely, kde přijal svátosti a za zpěvu náboženských písní zemřel. Ještě před smrtí předpověděl, že klášter bude v důsledku druhé světové války bombardován, ale jeho cela zůstane nedotknuta. Nedlouho po jeho smrti se tak opravdu stalo.

## Úcta
Papež sv. Pavel VI. jej blahořečil dne 2. května 1976. Svatořečen pak byl dne 16. října 1983 papežem sv. Janem Pavlem II. Někdy je titulován jako „apoštol jednoty“. Jeho svátek je slaven 30. července.
Na osobní žádost papeže Františka byly jeho ostatky (spolu s ostatky jeho spolubratra italského kapucína sv. Pia z Pietrelciny, jež taktéž proslul jako výjimečný zpovědník) převezeny do Říma k uctění během mimořádného roku milosrdenství v letech 2015–2016.

## Odkazy

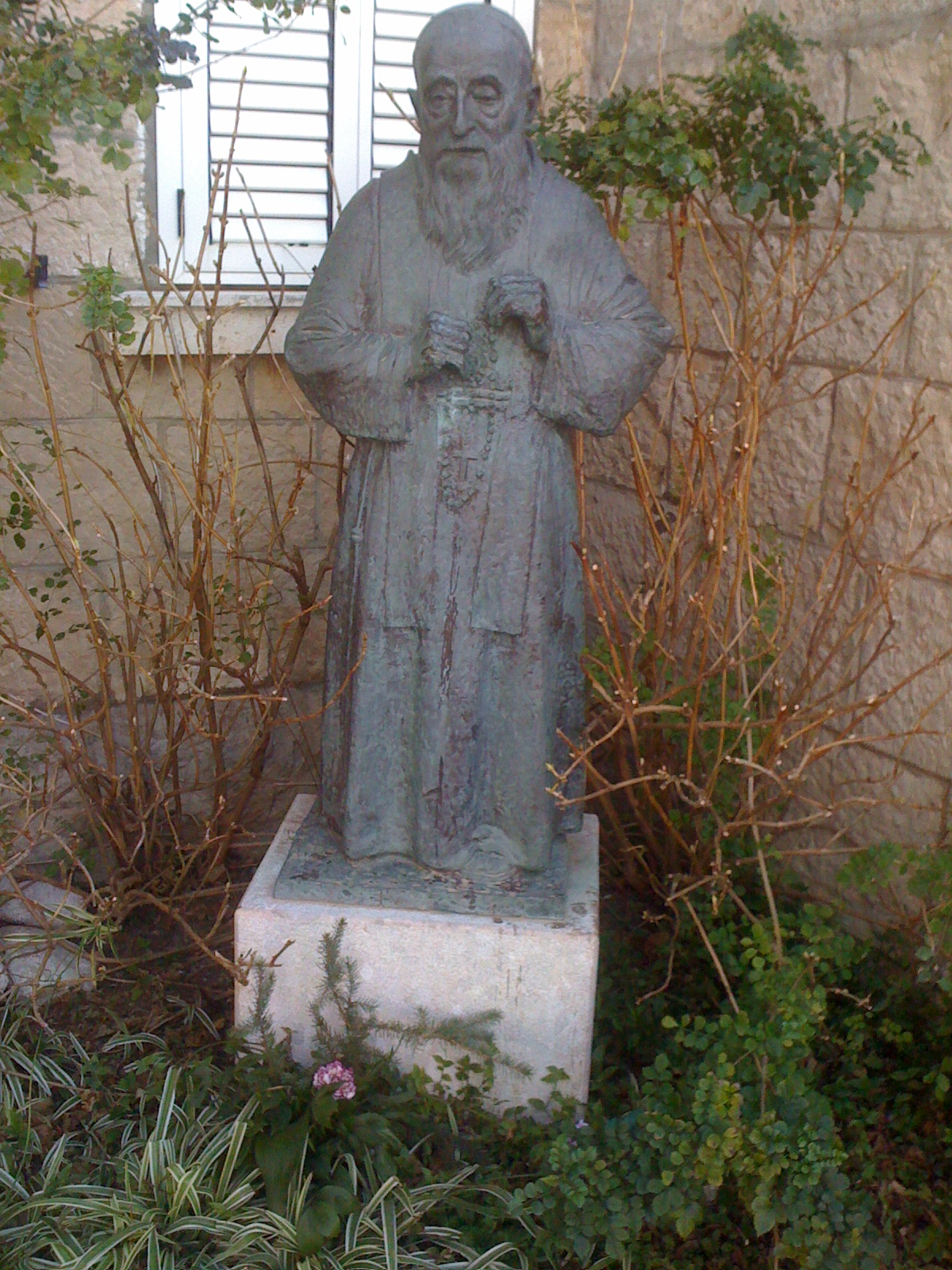
Socha sv. Leopolda Mandiće v Dubrovníku